# Ultrassonografia transcraniana
Em Medicina, especificamente em Neurologia, ultrassonografia transcraniana (UTC) refere-se a um método de neuroimagem que utiliza pulsos ultrassônicos para obter imagens em escala de cinza do cérebro adulto através da janela óssea do osso temporal. O método tem mostrado boa acurácia para o diagnóstico da doença de Parkinson e no diagnóstico diferencial de outras doenças do movimento (1,2).
1. O método
Na maioria dos indivíduos, a calota óssea na região do osso temporal à frente da orelha apresenta espessura mais fina e permite a passagem do ultrassom de baixa frequência, sendo por isso denominada "janela óssea" ou "janela acústica". A insonação dessa região com equipamento de ultrassonografia permite, na maioria dos indivíduos, a visualização de uma região do tronco encefálico denominada mesencéfalo. No mesencéfalo encontra-se um grupo de neurônios que recebem o nome de substância negra (SN). Esse nome deriva da sua coloração escurecida observada nos cortes cerebrais a fresco, por possuírem um conteúdo rico em neuromelanina. Os neurônios da SN produzem o neurotransmissor dopamina, importante para o controle dos movimentos involuntários. A doença de Parkinson se caracteriza justamente pela degeneração e morte dos neurônios dopaminérgicos da substância negra mesencefálica (3).
No mesencéfalo, a UTC identifica a estrutura da SN como uma fita hiperecogênica em relação ao tecido adjacente (Figura). Nos indivíduos com a doença de Parkinson, a SN se apresenta com área hiperecogênica aumentada, geralmente acima de 0,20 cm². No Brasil, os estudos efetuados encontraram uma acurácia de 88% para diferenciar quem tinha ou não a doença (4,5). O exame também parece promissor para diagnosticar a causa de um tremor benigno, diferenciando os casos de tremor essencial da doença de Parkinson (6).
Além da SN, a UTC visualiza outras estruturas como os ventrículos cerebrais. A medida do terceiro ventrículo feita pela UTC tem boa correlação com aquela efetuada na Ressonância Magnética Cerebral (2), podendo auxiliar no acompanhamento da atrofia cerebral, presente em outras doenças neurodegenerativas como a doença de Alzheimer (7).
3.Relevância
A UTC nos permite visualizar estruturas cerebrais profundas com grande resolução, podendo fornecer informação complementar útil sobre o cérebro em estados de saúde e doença. A sua relevância em relação a outros exames de neuroimagem deriva de suas características próprias. Por basear-se em diferente princípio físico - reflexão das ondas sonoras em interfaces teciduais com diferentes impedâncias acústicas -, a UTC tem o potencial de fornecer informações adicionais sobre processos patológicos cerebrais. Outros fatores importantes são o menor custo do equipamento e, consequentemente, maior disponibilidade em serviços de saúde, a rapidez de realização do exame, geralmente entre 20 a 30 minutos, a possibilidade de realizar exames à beira-do-leito com equipamentos portáteis, dispensar sedação, pois o investigador consegue compensar os movimentos involuntários dos pacientes, e a inexistência de riscos de exposição à radiação, o que  possibilita a repetição ilimitada dos exames, fator importante no acompanhamento de algumas situações clinicas.
A principal limitação da técnica reside na dependência de boas janelas ósseas temporais do indivíduo, que devem permitir a passagem do pulso ultrassônico. Além disso, a UTC fornece poucas informações sobre as regiões próximas ao transdutor, aos ossos da base e às regiões corticais altas, limitações oriundas tanto da baixa frequência do pulso ultrassônico, necessária para se transpor a tábua óssea, quanto da largura da janela óssea. Outra desvantagem é sua dependência da habilidade e experiência do examinador.
4. Histórico
Desde as primeiras publicações sobre a utilização do ultrassom em Medicina, na década de 1950, o exame de ultrassonografia se tornou uma ferramenta diagnóstica valiosa para diversas especialidades médicas (8). No entanto, por muito tempo, a calota craniana intacta foi considerada um obstáculo intransponível para a aquisição de imagens do parênquima encefálico adulto com a ultrassonografia. As primeiras tentativas bem sucedidas de aplicação do ultrassom em Neurologia ocorreram nas décadas de 1970 e 1980, com a obtenção de sinal de fluxo arterial intracraniano pelo Doppler transcraniano. Os avanços tecnológicos permitiram que em 1995 um grupo de pesquisadores alemães capitaneados pelo Prof. Georg Becker visualizassem uma alteração no sítio da substância negra mesencefálica de pacientes com a doença de Parkinson. Desde então, multiplicaram-se os centros de pesquisa no mundo que estudam o papel da UTC no diagnóstico de diversas doenças neuropsiquiátricas (3). No Brasil, há grupos importantes pesquisando a técnica da UTC no Serviço de Neurologia do Hospital Universitário Clementino Fraga Filho (Universidade Federal do Rio de Janeiro) e na Universidade de São Paulo.